# Felix Adlon
Felix O. Adlon (* 26. Juni 1967 in München) ist ein deutscher Autor, Filmproduzent und Filmregisseur.

## Leben und Wirken
Felix Adlon ist der Sohn von Eleonore Adlon und Percy Adlon. Er wuchs in Bayern auf, erlernte den Kochberuf und studierte in den USA. Er arbeitet wie sein Vater in der Filmbranche. 2010 drehte er zusammen mit seinem Vater das Kinodrama Mahler auf der Couch.
Seit Jahren kämpft Felix Adlon für die Familie Adlon um eine Entschädigung für die Enteignung des berühmten Luxushotels Adlon, bisher erfolglos. Er veröffentlichte zwei Bücher zur Geschichte der Familie und des Hotels.

## Privates
Er war von 1996 bis 2010 mit der amerikanischen Schauspielerin Pamela Adlon verheiratet und ist Vater ihrer drei Töchter, darunter die Schauspielerinnen Odessa und Gideon Adlon.
Seit 2012 ist Felix Adlon mit der Opernsängerin Nina Adlon verheiratet. Sie haben einen gemeinsamen Sohn. Sie leben in Wien und der Wachau.

## Filmografie
- 2010: Mahler auf der Couch[2]
- 1997: American Shrimps (Eat Your Heart Out)[6][7]
- 1991: Salmonberries[8]

## Publikationen
- Mit Kerstin Kropac: Adlon: Ein Hotel sechs Generationen – Die Geschichte meiner Familie. Heyne, München 2021, ISBN 978-3453606401.
- Mit Kerstin Kropac: Hedda Adlon: Geliebt, gehasst, bewundert – Das unkonventionelle Leben der Hotelkönigin. Heyne, München 2024, ISBN 978-3453218840.